# Котяча акула примарна
Котяча акула примарна (Apristurus aphyodes) — акула з роду Чорна котяча акула родини Котячі акули. Інша назва «котяча акула-біла примара».

## Опис
Загальна довжина досягає 57 см, середні розміри близько 50 см. Голова коротка та широка. Має безперервну надочну западину. ніздрі доволі широко розташовані. На верхній та нижніх губах присутні губні борозни майже однакового розміру. Рот широкий, дугоподібний. зуби на обох щелепах однакової форми та розміру. Зуби мають форму рівнобедреного трикутника, що витягнутого у довжину. Також вони наділені 3 верхівками, з яких центральна верхівка висока, а бокові маленькі. У неї 5 пар зябрових щілин. Тулуб кремезний, товстий. Шкіряна луска пласка, на дотик є гладенькою. Кількість витків спірального клапана шлунка дорівнює 7-12. Має 2 маленьких спинних плавців. Перший спинний плавець розташований за черевними плавцями, задній — навпроти анального плавця. Анальний плавець має дуже широку основу. Хвостовий плавець гетероцеркальний, верхня лопать більш розвинена ніж нижня.
Забарвлення тіла однотонне: коричневе зі значним попелясто-білим відтінком, завдяки чому ця акула виглядає значно світлішою за інших представників свого роду. За таке забарвлення ця акула отримала свою назву.

## Спосіб життя
Тримається на глибинах до 1000–1018 м. Це малорухлива й не дуже активна акула. Полює переважно біля дна. Живиться креветками, крабами, головоногими молюсками, костистими рибами.
Статева зрілість настає при розмірах 40-50 см. Це яйцекладна акула. Самиця відкладає 2 яйця завдовжки 5-7 см, завширшки 2,5-2,9 см, наділені твердою оболонкою та вусиками з боків.
Не є об'єктом промислового вилову.

## Розповсюдження
Мешкає біля узбережжя Британських островів, Данії, Франції та Іспанії.